# Steph Goossens
Steph Goossens (Leuven, 6 mei 1966), geboren als Stéphane, is een Vlaams acteur. Zijn bekendste rol was vroeger jarenlang die van François (Çois) Pelckmans, de naïeve maar altijd goedbedoelende loodgieter in Thuis, van 1997 tot 2002 een bijrol en vanaf 2003 tot 2010 een hoofdrol in de serie.  

## Biografie
Steph Goossens studeerde af in de orthopedagogiek en het maatschappelijk werk. Hij was gedurende 13 jaar actief als cultuuranimator en vervolgens directeur van een Brussels cultureel centrum in opdracht van de Vlaamse Gemeenschapscommissie. 
Hij werd in 1997 tweede in de BRTN-talentenjacht U hoort nog van ons, achter Lies Martens. Hij speelde ook gastrollen in Wittekerke (bingohandelaar), Verschoten & Zoon (Thijs), Spoed (Chris), W817 (Benny) en F.C. De Kampioenen (Filip De Donder).
In het theater startte hij gecoacht door Sien Eggers in 2000 met de zelfgeschreven monoloog Maurice.
In 2006 deed hij mee aan de populaire zangwedstrijd Steracteur Sterartiest op één. Hij werd vijfde. Hij was de eerste om toe te geven dat hij geen groot zangtalent was, maar wel een rasentertainer. Door zijn speelse acts (dansje Marleen Merckx, geluidmakende diertjes), zijn sympathiek voorkomen en zijn underdogpositie vanaf het begin maakte hij zich heel populair bij het publiek.
In de zomer van 2007 en 2008 presenteerde hij samen met Geena Lisa het programma Fata Morgana. In juli 2010 werd bekendgemaakt dat Goossens presentator werd bij VT4. Dat betekende het einde van zijn Thuis-carrière. 30 september 2010 was zijn laatste werkdag bij Thuis, al was hij nog tot december 2010 te zien in de serie.
In het najaar van 2010 presenteerde hij op VT4 zijn eerste programma voor de zender, De Beste Bakker van Vlaanderen. In het voorjaar van 2011 presenteerde hij de dagelijkse quiz Binnen & Winnen. Sinds dan is Goossens niet meer actief op VT4. Zijn contract liep nog tot september 2013, maar is sinds 2011 niet meer op VT4 te zien geweest. In 2018 speelde hij de rol van Benny Verbeeck in de film De Collega's 2.0.
Naast zijn acteurscarrière voor televisie en theater en zijn presenteerwerk, is hij actief als docent in het deeltijds kunstonderwijs.
In 2024 studeerde hij af als leerkracht secundair onderwijs.

## Televisie
- Bex & Blanche (1993) - als medewerker van de havenveiligheid
- RIP (1994) - als deelnemer dansmarathon
- Editie (1995) - als bob-er
- Familie (1995) - als agent
- Wittekerke (1996) - als dokter Debaere
- Familie (1997) - als Marcel Stijnen
- Thuis (1997, 2001, 2003-2010) - als Cois Pelckmans
- Verschoten & Zoon (2000) - als Thijs
- Familie (2000) - als Hubert De Moor
- Spoed (2000) - als Max
- Wittekerke (2000) - als bingohandelaar
- Spoed (2001) - als Chris
- F.C. De Kampioenen (2002) - als Filip De Donder
- W817 (2002) - als Benny
- Steracteur Sterartiest (2006) - als kandidaat
- Fata Morgana (2007-2008) - als presentator
- De klas van Frieda (2012) - als kandidaat
- Professor T. (2016) - als Bart Deferme
- Lisa (2022) - als Walter Claryssen

## Film
- De Collega's 2.0 (2018) - als Benny Verbeeck